# Lungrot
Lungrot (Blitum bonus-henricus) är en växtart i familjen amarantväxter. Blitum bonus-henricus beskrevs vetenskaplig av Carl von Linné, och fick sitt nu gällande namn av Heinrich Gottlieb Ludwig Reichenbach. Inga underarter finns listade i Catalogue of Life.
Lungrot är en flerårig ört. Bladen kan bli upp till 10 centimeter långa. Som unga är bladen mjöliga, de är trekantiga och saknar närmast tandning. Lungroten blommar i juni med en axlik blomställning. Lungroten förekommer på näringsrik mark kring gårdar, i betesmarker och vägkanter. Den är mindre allmän i södra Sverige till Uppland, sällsynt norr därom.
I Sverige har växten importerats som läkeväxt. Äldsta belägg på lungrot som odlad i Sverige är av Johan Fischerström som 1782 konstaterade att den odlades vid Rödsten i Ekerö socken och att den där användes mot svullnader.

## Bildgalleri

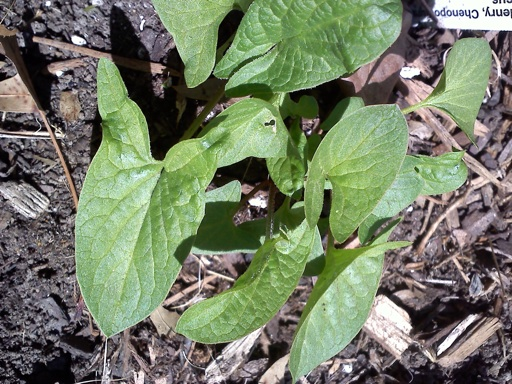
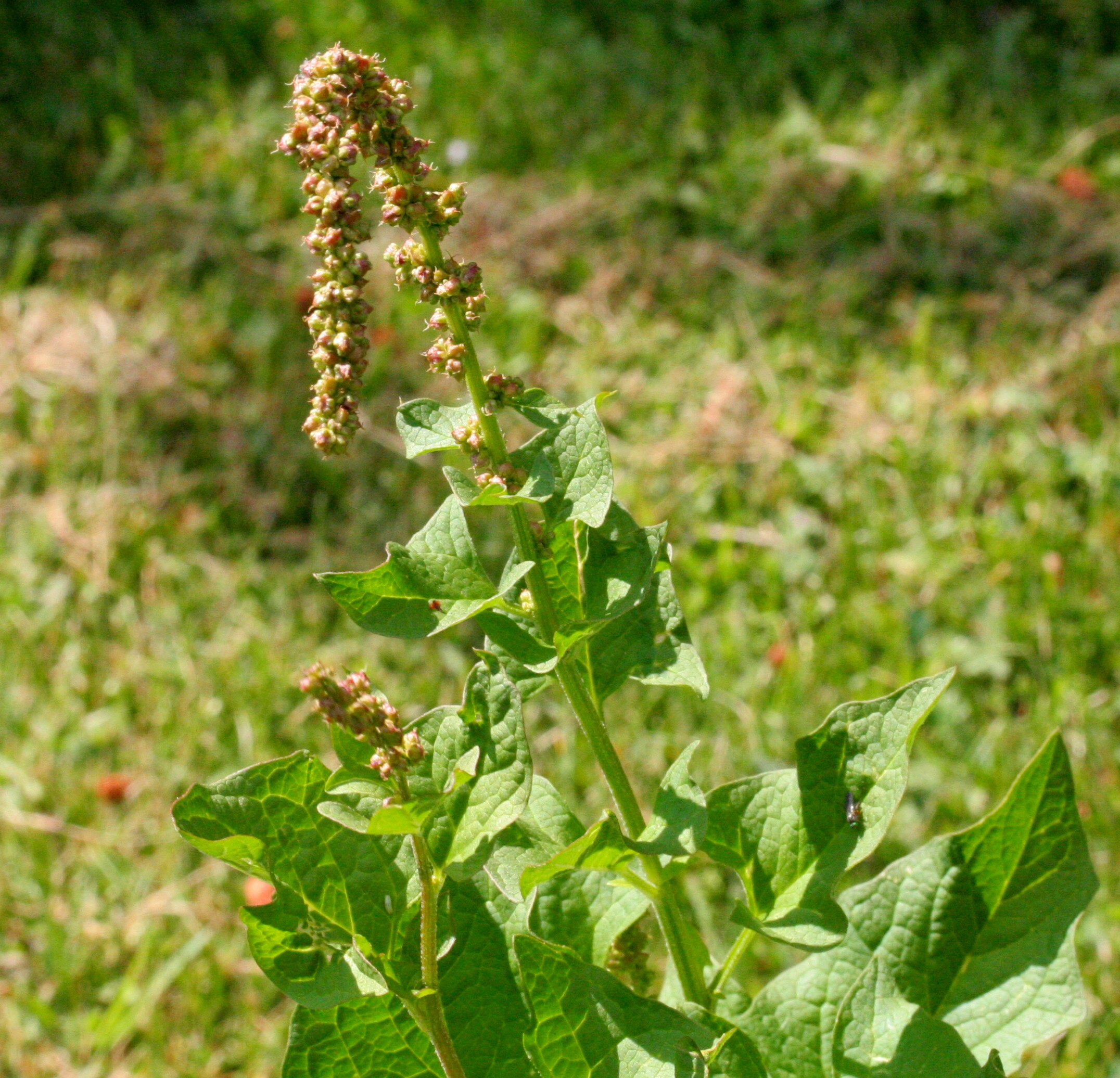
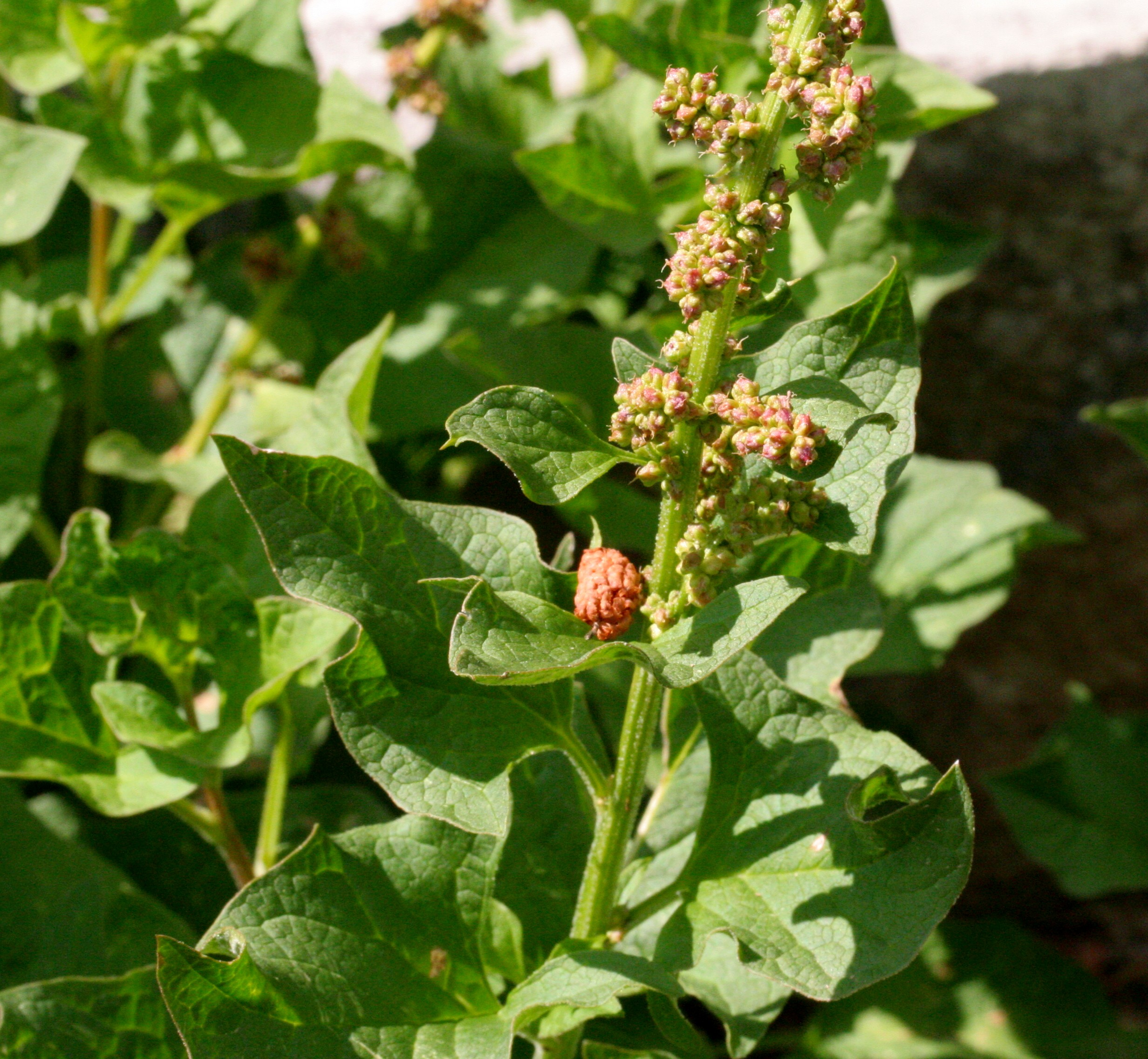
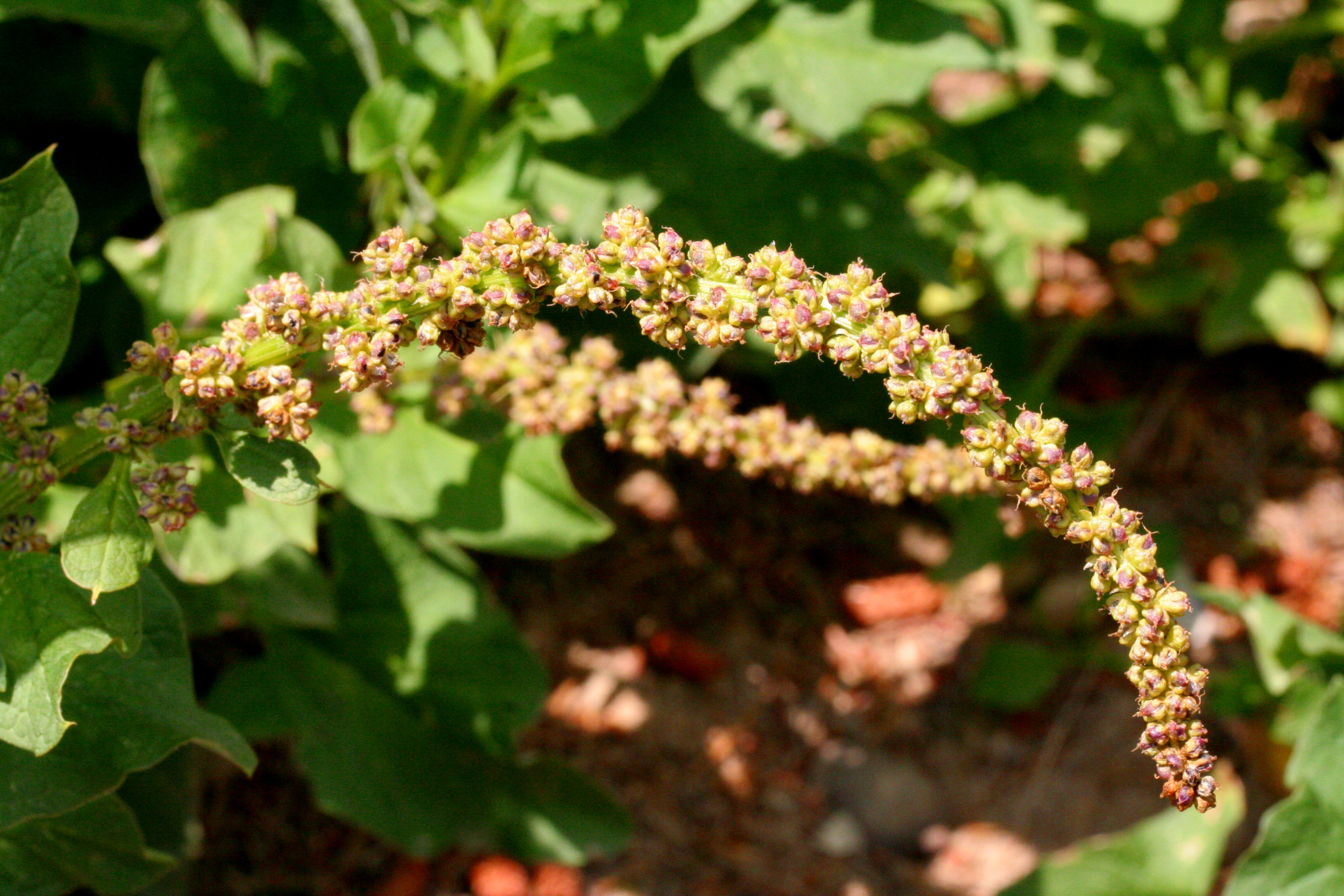
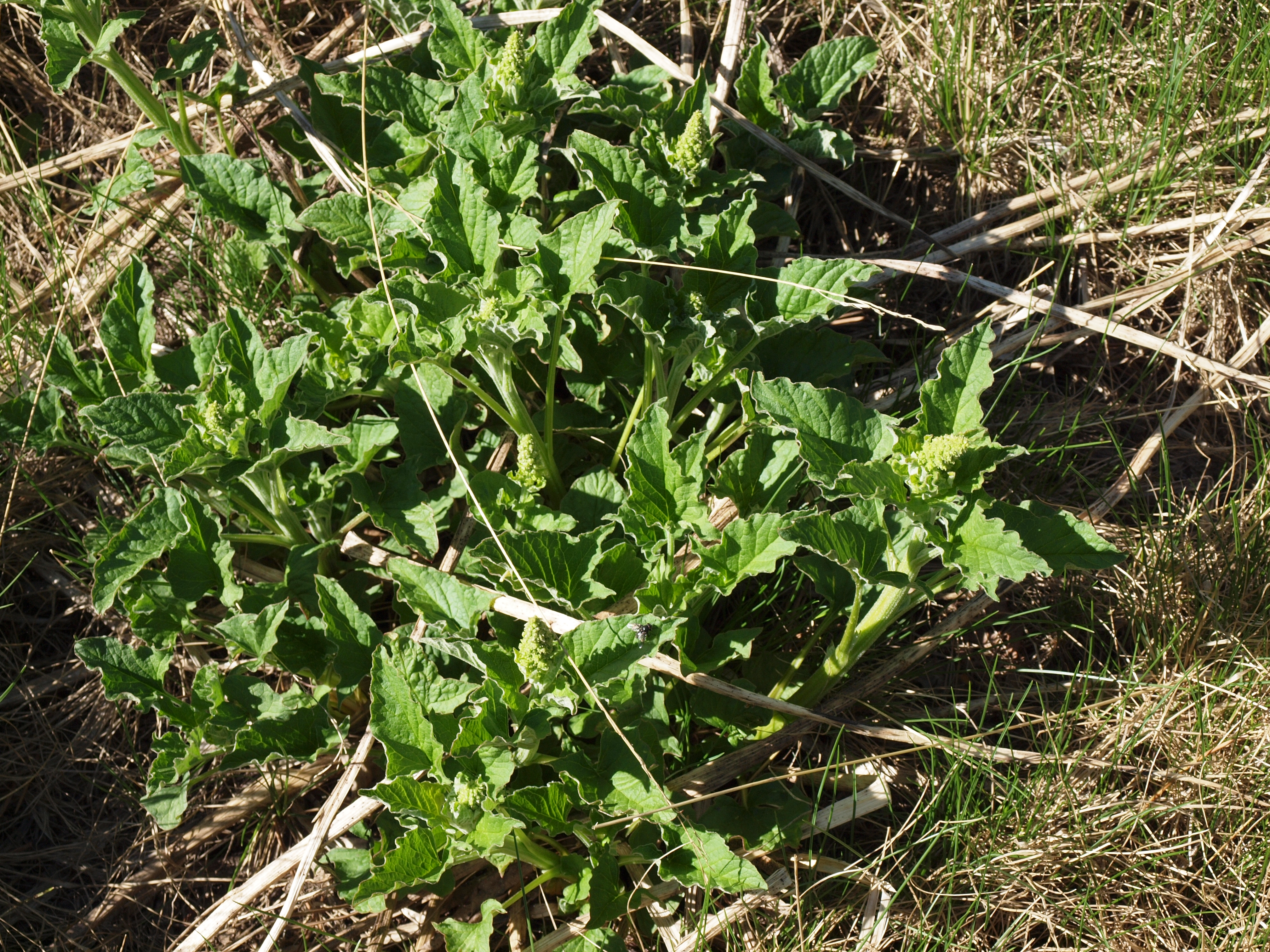
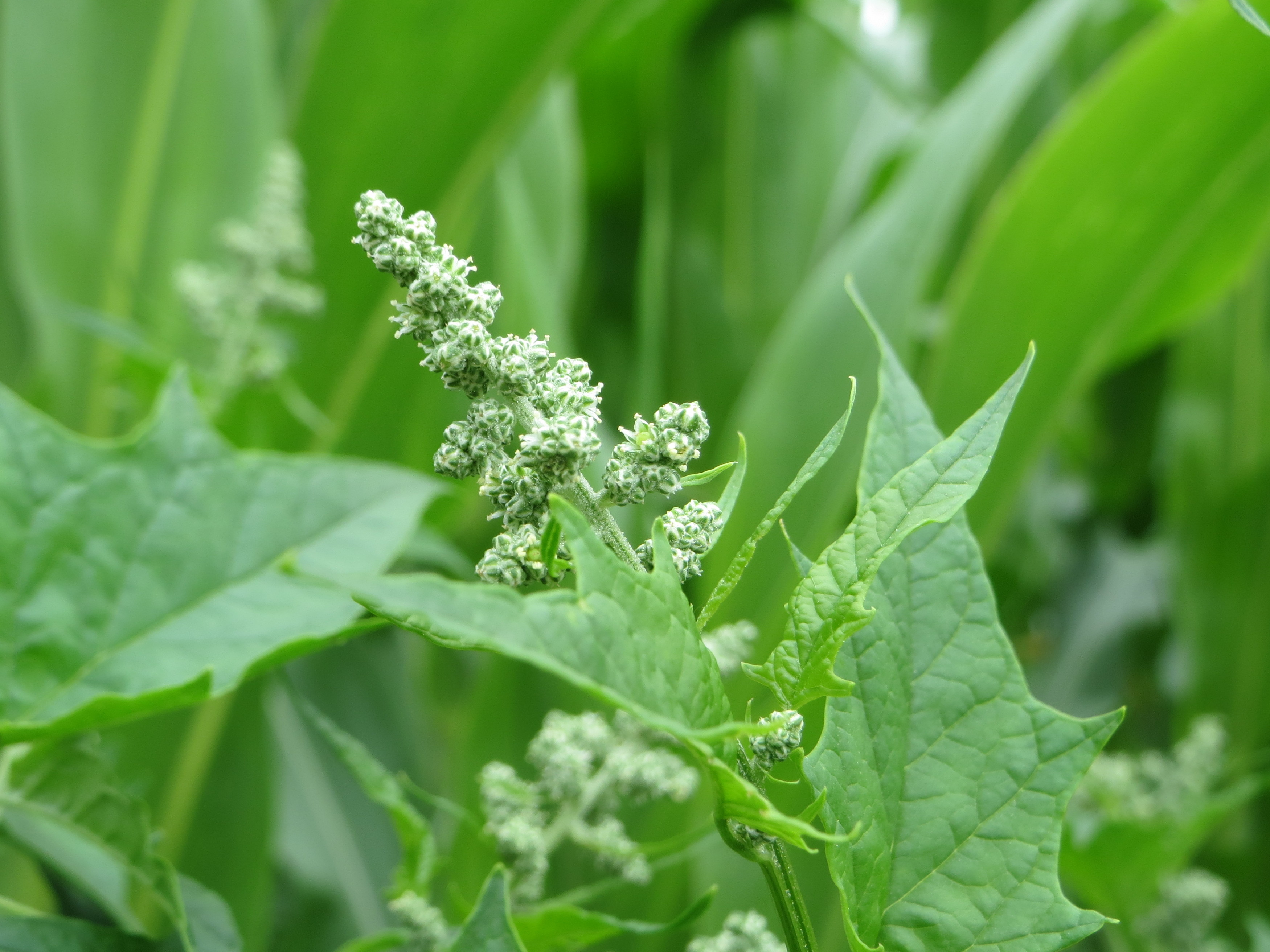
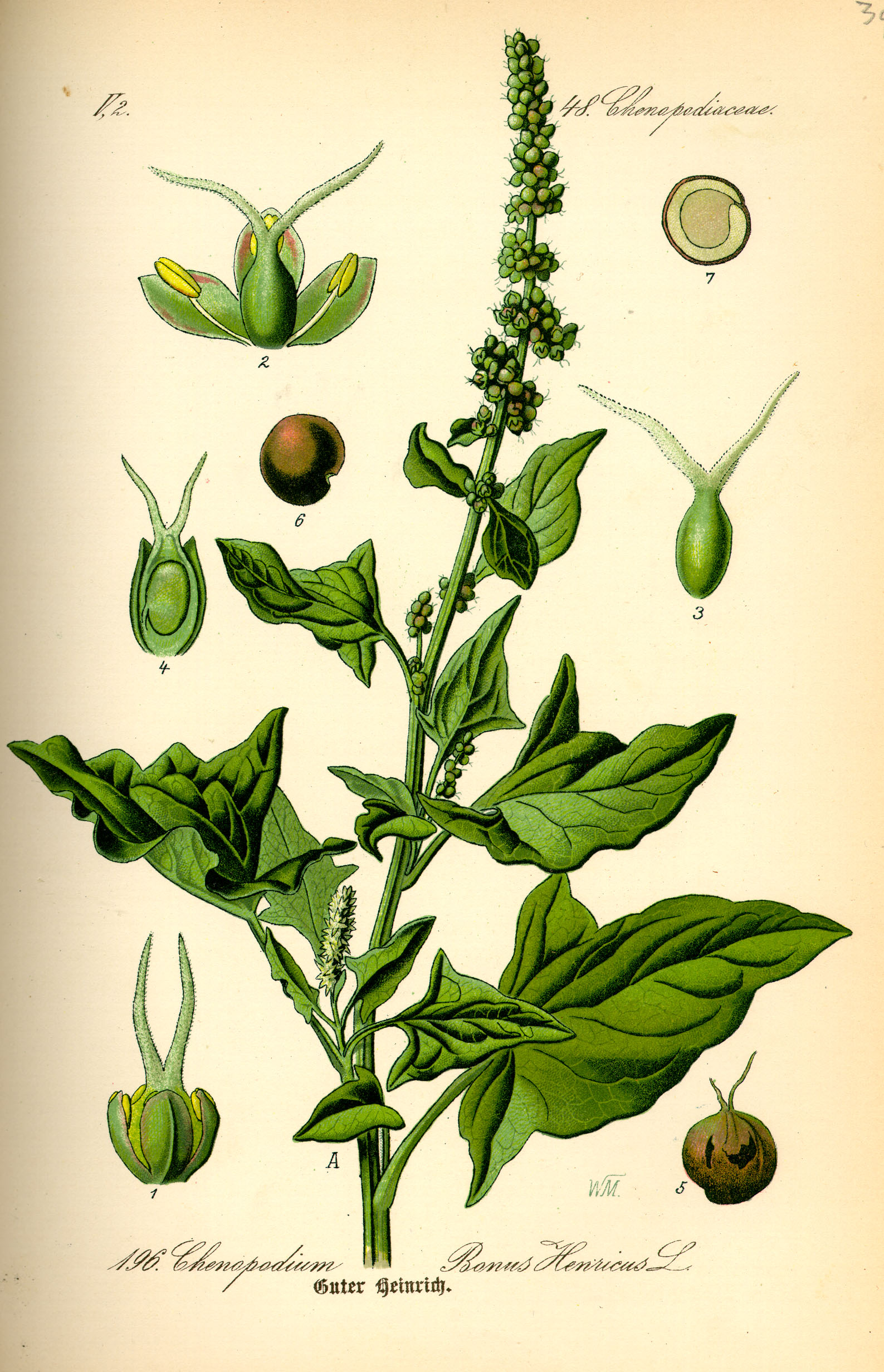